# Хылевская-Срока, Анна
Анна Хылевская-Срока (пол. Anna Chylewska-Sroka; 31 января 1985) — польская шашистка, арбитр. Мастер ФМЖД. Победитель первенства Европы среди студентов (2008). Заняла 4-е место на первенстве мира среди девушек (2001). Призёр чемпионатов Польши (бронза — 2013, 2015). Участница чемпионатов Европы (лучший результат — 7-е место). Входит в сборную Польши. Выступает за клуб GZ LZS Darłowo. Преподаёт в школе деревни Станевице Славенского повета Западно-Поморского воеводства.

## Соревнования
2000 Чемпионат Европы по международным шашкам среди женщин — 12 место
2002 Чемпионат Европы по международным шашкам среди женщин — 24 место
2004 Чемпионат Европы по международным шашкам среди женщин — 23 место
2008 Чемпионат Европы по международным шашкам среди женщин — 12 место
2008 Чемпионат Европы по международным шашкам среди студенток — 
2009 Чемпионат Европы по международным шашкам среди студенток — 
2010 Чемпионат Европы по международным шашкам среди женщин — 17 место
2014 — Чемпионат Европы по международным шашкам среди женщин (рапид) — 7 место